# سور الضباب (مسلسل)
سور الضباب هو مسلسل تلفزيوني عراقي، من إخراج أكرم كامل.

## الممثلون
- فلاح البياتي.
- فرجينيا ياسين.
- كامل إبراهيم.
- كريم محسن.
- ميس كمر.
- بهجت الجبوري.
- عز الدين طابو
- فاطمة الربيعي
- زهور علاء
- رائد محسن.[1]